# Five Miles Out (píseň)
„Five Miles Out“ je píseň britského multiinstrumentalisty Mika Oldfielda. Vydána byla na jaře roku 1982 jako jeho jedenáctý singl; ten se v britské hudební hitparádě umístil na 43. příčce. Skladba se rovněž stala titulní písní stejnojmenného alba, které vyšlo přibližně měsíc po singlu.
Píseň „Five Miles Out“ je inspirována skutečnou událostí, kdy byl Oldfield, coby pilot soukromého letadla, zastižen bouřkou nad Pyrenejemi (část textu tvoří fiktivní rozhovor mezi pilotem a řídící věží na letišti). Píseň nazpívala Maggie Reilly společně s Oldfieldem, jehož vokály jsou upravené díky použití vocoderu.
Na B straně singlu se nachází instrumentální skladba „Punkadiddle“ (z alba Platinum) v živém podání zaznamenaná na jednom z koncertů Oldfieldova turné v roce 1981.

## Seznam skladeb
1. „Five Miles Out“ (Oldfield) – 4:18
2. „Live Punkadiddle“ (Oldfield) – 5:35